# О-мурадзи
О-мура́дзи (яп. 大連 о:мурадзи, «великий мурадзи») — наследственный титул одного из высших чиновников японского государства Ямато, наряду с титулом о-оми. Главный советник и помощник яматосского монарха окими.

## История
Первые письменные упоминания об о-мурадзи датируются VIII веком, однако существование этого титула японские летописи относят к I веку. В частности, мурадзи упоминается в жизнеописании императора Суйнина. Историки отвергают раннее происхождение этого титула, датируя его происхождение концом V — началом VI века.
До середины VI века, в период становления государственного аппарата Ямато, титулы о-оми и о-мурадзи имел один человек, однако в конце VI века, во время правления императора Сусюна, практика совмещения титулов была прекращена. О-мурадзи находились на вершине исполнительной вертикали власти государства Ямато и возглавляли так называемых «великих мужей» тайфу — провинциальную знать. О-мурадзи избирались из обычных мурадзи, глав родов, которые имели общее с монархом окими происхождение и вели свою родословную от синтоистских божеств.
Титул о-мурадзи носили главы двух родов — Отомо и Мононобэ, которые принадлежали к военной знати томономияцуко и заведовали военными делами. После уничтожения рода Мононобэ во время религиозной войны силами Сога, титул о-мурадзи больше не присваивался.